# Tour de France 2004
91. ročník cyklistického etapového závodu Tour de France odstartoval 3. července a skončil tradičně pod pařížským vítězným obloukem 24. července 2004. Závod vyhrál Lance Armstrong, po dopingové aféře mu však bylo vítězství odebráno. Druhý skončil Andreas Klöden.

## Trasa závodu
| Etapa | Datum        | Trasa                                          | Vzdálenost          | Typ                 | Typ                  | Vítěz                     |
| ----- | ------------ | ---------------------------------------------- | ------------------- | ------------------- | -------------------- | ------------------------- |
| P     | 3. července  | Lutych (Belgie)                                | 6,1 km (3,8 mi)     |                     | Individuální časovka | Fabian Cancellara (SUI)   |
| 1     | 4. července  | Lutych (Belgie) – Charleroi (Belgie)           | 202,5 km (125,8 mi) |                     | Rovinatá etapa       | Jaan Kirsipuu (EST)       |
| 2     | 5. července  | Charleroi (Belgie) – Namur (Belgie)            | 197,0 km (122,4 mi) |                     | Rovinatá etapa       | Robbie McEwen (AUS)       |
| 3     | 6. července  | Waterloo (Belgie) – Wasquehal                  | 210,0 km (130,5 mi) |                     | Rovinatá etapa       | Jean-Patrick Nazon (FRA)  |
| 4     | 7. července  | Cambrai – Arras                                | 64,5 km (40,1 mi)   |                     | Týmová časovka       | UCI ProTeam               |
| 5     | 8. července  | Amiens – Chartres                              | 200,5 km (124,6 mi) |                     | Rovinatá etapa       | Stuart O'Grady (AUS)      |
| 6     | 9. července  | Bonneval – Angers                              | 196,0 km (121,8 mi) |                     | Rovinatá etapa       | Tom Boonen (BEL)          |
| 7     | 10. července | Châteaubriant – Saint-Brieuc                   | 204,5 km (127,1 mi) |                     | Rovinatá etapa       | Filippo Pozzato (ITA)     |
| 8     | 11. července | Lamballe – Quimper                             | 168,0 km (104,4 mi) |                     | Rovinatá etapa       | Thor Hushovd (NOR)        |
|       | 12. července | Limoges                                        | Limoges             |                     | Volný den            | Volný den                 |
| 9     | 13. července | Saint-Léonard-de-Noblat – Guéret               | 160,5 km (99,7 mi)  |                     | Rovinatá etapa       | Robbie McEwen (AUS)       |
| 10    | 14. července | Limoges – Saint-Flour                          | 237,0 km (147,3 mi) |                     | Kopcovitá etapa      | Richard Virenque (FRA)    |
| 11    | 15. července | Saint-Flour – Figeac                           | 164,0 km (101,9 mi) |                     | Kopcovitá etapa      | David Moncoutié (FRA)     |
| 12    | 16. července | Castelsarrasin – La Mongie                     | 197,5 km (122,7 mi) |                     | Horská etapa         | Ivan Basso (ITA)          |
| 13    | 17. července | Lannemezan – Plateau de Beille                 | 205,5 km (127,7 mi) |                     | Horská etapa         | Lance Armstrong (USA)     |
| 14    | 18. července | Carcassonne – Nîmes                            | 192,5 km (119,6 mi) |                     | Rovinatá etapa       | Aitor González (ESP)      |
|       | 19. července | Nîmes                                          | Nîmes               |                     | Volný den            | Volný den                 |
| 15    | 20. července | Valréas – Villard-de-Lans                      | 180,5 km (112,2 mi) |                     | Horská etapa         | Lance Armstrong (USA)     |
| 16    | 21. července | Le Bourg-d'Oisans – Alpe d'Huez                | 15,5 km (9,6 mi)    |                     | Individuální časovka | Lance Armstrong (USA)     |
| 17    | 22. července | Le Bourg-d'Oisans – Le Grand-Bornand           | 204,5 km (127,1 mi) |                     | Horská etapa         | Lance Armstrong (USA)     |
| 18    | 23. července | Annemasse – Lons-le-Saunier                    | 166,5 km (103,5 mi) |                     | Kopcovitá etapa      | Juan Miguel Mercado (ESP) |
| 19    | 24. července | Besançon – Besançon                            | 55,0 km (34,2 mi)   |                     | Individuální časovka | Lance Armstrong (USA)     |
| 20    | 25. července | Montereau-Fault-Yonne – Paříž (Champs-Élysées) | 163,0 km (101,3 mi) |                     | Rovinatá etapa       | Tom Boonen (BEL)          |
|       | Celkem       | Celkem                                         | 3 391 km (2 107 mi) | 3 391 km (2 107 mi) | 3 391 km (2 107 mi)  | 3 391 km (2 107 mi)       |

## Držení trikotů
| Etapa               | Vítěz etapy         | Celková klasifikace                 | Bodovací soutěže               | Vrchařská soutěž                  | Mladý jezdec                  | Soutěž týmů               | Nejaktivnější jezdec                  |
| ------------------- | ------------------- | ----------------------------------- | ------------------------------ | --------------------------------- | ----------------------------- | ------------------------- | ------------------------------------- |
| P                   | Fabian Cancellara   | Fabian Cancellara                   | Fabian Cancellara              | žádné ocenění                     | Fabian Cancellara             | U.S. Postal Service       | žádné ocenění                         |
| 1                   | Jaan Kirsipuu       | Fabian Cancellara                   | Thor Hushovd                   | Jens Voigt                        | Fabian Cancellara             | U.S. Postal Service       | Jens Voigt                            |
| 2                   | Robbie McEwen       | Thor Hushovd                        | Thor Hushovd                   | Paolo Bettini                     | Fabian Cancellara             | U.S. Postal Service       | Jakob Piil                            |
| 3                   | Jean-Patrick Nazon  | Robbie McEwen                       | Robbie McEwen                  | Paolo Bettini                     | Fabian Cancellara             | U.S. Postal Service       | Jens Voigt                            |
| 4                   | U.S. Postal Service | Lance Armstrong                     | Robbie McEwen                  | Paolo Bettini                     | Matthias Kessler              | U.S. Postal Service       | žádné ocenění                         |
| 5                   | Stuart O'Grady      | Thomas Voeckler                     | Robbie McEwen                  | Paolo Bettini                     | Thomas Voeckler               | Team CSC                  | Sandy Casar                           |
| 6                   | Tom Boonen          | Thomas Voeckler                     | Stuart O'Grady                 | Paolo Bettini                     | Thomas Voeckler               | Team CSC                  | Jimmy Engoulvent                      |
| 7                   | Fillippo Pozzato    | Thomas Voeckler                     | Stuart O'Grady                 | Paolo Bettini                     | Thomas Voeckler               | Team CSC                  | Thierry Marichal                      |
| 8                   | Thor Hushovd        | Thomas Voeckler                     | Robbie McEwen                  | Paolo Bettini                     | Thomas Voeckler               | Team CSC                  | Jakob Piil                            |
| 9                   | Robbie McEwen       | Thomas Voeckler                     | Robbie McEwen                  | Paolo Bettini                     | Thomas Voeckler               | Team CSC                  | Iñigo Landaluze                       |
| 10                  | Richard Virenque    | Thomas Voeckler                     | Robbie McEwen                  | Richard Virenque                  | Thomas Voeckler               | Team CSC                  | Richard Virenque                      |
| 11                  | David Moncoutié     | Thomas Voeckler                     | Robbie McEwen                  | Richard Virenque                  | Thomas Voeckler               | Team CSC                  | David Moncoutié                       |
| 12                  | Ivan Basso          | Thomas Voeckler                     | Robbie McEwen                  | Richard Virenque                  | Thomas Voeckler               | Team CSC                  | Frédéric Finot                        |
| 13                  | Lance Armstrong     | Thomas Voeckler                     | Robbie McEwen                  | Richard Virenque                  | Thomas Voeckler               | Team CSC                  | Michael Rasmussen                     |
| 14                  | Aitor González      | Thomas Voeckler                     | Robbie McEwen                  | Richard Virenque                  | Thomas Voeckler               | T-Mobile Team             | Nicolas Jalabert                      |
| 15                  | Lance Armstrong     | Lance Armstrong                     | Robbie McEwen                  | Richard Virenque                  | Thomas Voeckler               | Team CSC                  | Michael Rasmussen                     |
| 16                  | Lance Armstrong     | Lance Armstrong                     | Robbie McEwen                  | Richard Virenque                  | Thomas Voeckler               | T-Mobile Team             | žádné ocenění                         |
| 17                  | Lance Armstrong     | Lance Armstrong                     | Robbie McEwen                  | Richard Virenque                  | Thomas Voeckler               | T-Mobile Team             | Gilberto Simoni                       |
| 18                  | Juan Miguel Mercado | Lance Armstrong                     | Robbie McEwen                  | Richard Virenque                  | Thomas Voeckler               | T-Mobile Team             | José García Acosta                    |
| 19                  | Lance Armstrong     | Lance Armstrong                     | Robbie McEwen                  | Richard Virenque                  | Vladimir Karpets              | T-Mobile Team             | žádné ocenění                         |
| 20                  | Tom Boonen          | Lance Armstrong                     | Robbie McEwen                  | Richard Virenque                  | Vladimir Karpets              | T-Mobile Team             | Filippo Simeoni                       |
| Konečné pořadí 2004 | Konečné pořadí 2004 | Celková klasifikace Lance Armstrong | Bodovací soutěže Robbie McEwen | Vrchařská soutěž Richard Virenque | Mladý jezdec Vladimir Karpets | Soutěž týmů T-Mobile Team | Nejaktivnější jezdec Richard Virenque |